# Mirador (Parana)
Mirador – miasto i gmina w Brazylii, w stanie Parana. Znajduje się w mezoregionie Noroeste Paranaense i mikroregionie Paranavaí.